# Вілла коменданта табору Плашов Амона Гьота у Кракові
Вілла коменданта концтабору Плашув т. зв "Червоний дім" або як він спочатку називався "Вілла під Скалою" до війни - історична будівля, розташована в Кракові в районі XIII Подгуже на вул. Хельтмана, 22.

## Історія
Будівництво вілли було завершено в 1934 році . Німецький примусовий трудовий табір, а потім концтабір "Плашув" був заснований восени 1942 року. Після переселення мешканців орендаремвілли став комендант табору гауптштурмфюрер СС Амон Ґьот . Відомий своєю садистською, жорстокою поведінкою, він також сам вбивав в'язнів.
Після війни в ньому розташовувалися муніципальні квартири, а з 1992 року він перебуває у приватній власності. У 2010 році виставлено на продаж  . У 2017 - 2018 роках вілла була відремонтована.
У фільмі Стівена Спілберга «Список Шиндлера» т. зв "Сірий будинок" .

## Виноски
1. ↑  G. Zawada, Czerwony Dom pod młotek, „Gazeta Wyborcza. Kraków”, nr 195, z dnia 21.08.2010, s. 1.